# 私有雲
私有雲（英語：Private cloud）是將云基础设施與軟硬體資源建立在防火牆內，以供機構或企業內各部門共享資料中心內的資源，為雲端運算服務的一種。私有雲完全為特定組織而運作的雲端基礎設施，管理者可能是組織本身，也可能是第三方；位置可能在組織內部，也可能在組織外部。

## 外部連結
- 私有雲定義、類型介紹 （页面存档备份，存于）